# Vlag van de Gambiereilanden

Vlag van de Gambiereilanden

De vlag van de Gambiereilanden is de vlag van de Gambiereilanden, een deel van Frans-Polynesië in de Grote Oceaan dat door Frankrijk wordt bestuurd. Het werd ontworpen in 1832 en aangenomen in 1837, toen de zeeman Armand Mauruc, die handel wilde drijven onder de nationale vlag van de Gambiers, koning Maputeoa voorstelde om officieel een vlag aan te nemen.
De vlag bestaat uit drie horizontale banen van wit, blauw en wit. In elke hoek van de vlag staat een blauwe vijfpuntige ster en in het midden van de vlag staat een witte vijfpuntige ster. De vier sterren symboliseren de eilanden Mangareva, Taravai, Aukena en Akamaru en de witte ster in het midden van de blauwe baan staat voor Temoe, een eilandje dat geïsoleerd ligt van de rest van de eilandengroep. Het blauw vertegenwoordigt de onmetelijkheid van de oceaan en het wit symboliseert de zuiverheid en de evangelisatie die wortel had geschoten in de archipel.
Op 4 december 1985 besliste de Territoriale Regering dat de vlag van de archipels en eilanden van Frans-Polynesië naast de vlag van Frans-Polynesië en de vlag van Frankrijk mag wapperen.